# Pöhlder Annalen
Pöhlder Annalen oder auch Annales Palidenses ist die Bezeichnung für eine mittelalterliche, in lateinischer Sprache verfasste historische Quelle aus der zweiten Hälfte des 12. Jahrhunderts. Die gewählte Bezeichnung Annalen ist etwas irreführend, da es sich eigentlich um eine Chronik handelt.

## Ursprung
Namensgebend ist der Entstehungsort, das Kloster Pöhlde in Pöhlde am Harz. Die Pöhlder Annalen liegen in zwei Handschriften vor, von denen die Oxforder der Signatur Oxford, Bodleian Library, Laud. Misc. 633 die Originalhandschrift ist, während die Göttinger Handschrift Göttingen, Universitätsbibliothek, 5a eine Abschrift aus dem 17. Jahrhundert ist.
Als Verfasser wird allgemein der Mönch Theodor (Theodorus monachus) genannt. So findet sich folgender Eintrag: „Hucusque Idatius episcopus; deinde Theodorus describit annales“. („Bis hierhin Bischof Idatius; danach schreibt Theodor die Annalen.“) Es gibt allerdings einen Ansatz, nach dem die genannte Stelle ein Abschreibefehler aus dem Werk des Siegbert von Gembloux ist. Somit wäre der Autor unbekannt.

## Inhalt
Der Inhalt der Pöhlder Annalen besteht aus einer umfangreichen Weltchronik sowie einer Auflistung der Kaiser und Päpste seit Christi Geburt. Die Weltchronik besteht, darin typisch mittelalterlich, aus christlicher Heilsgeschichte und weltlicher Geschichtsschreibung bis in das letzte Viertel des 12. Jahrhunderts.
Der Chronikteil endet mit einem lapidaren Eintrag zum Jahr 1182: „Anno 1182. circa festum sancti Iacobi dux in exilium abiit.“ (Im Jahre 1182 um das Fest des Heiligen Jakob (25. Juli) ging der Herzog Heinrich der Löwe in die Verbannung). Die anschließende Liste führt alle Päpste und Kaiser seit Christi Geburt, mit einigermaßen regelmäßigen Einträgen, bis zu Kaiser Friedrich II. im Jahr 1220 auf. Danach folgen nur noch wenige, sporadisch vorgenommene Einträge bis zum Jahr 1421, die allerdings nur noch das Kloster Pöhlde oder das Herzogtum Braunschweig betreffen.
Im Vergleich mit anderen sächsischen Annalen und Chroniken aus derselben Entstehungszeit stechen sofort Gemeinsamkeiten ins Auge. So ähneln die Pöhlder Annalen stark den Magdeburger Annalen und der Lüneburger Chronik. Diese Ähnlichkeit beruht darauf, dass die genannten Werke die gleichen Quellen, wie etwa Ekkehard von Aura, Siegbert von Gembloux und die Hildesheimer Annalen, verwendet haben. Dadurch lassen sich ähnliche Texte rekonstruieren, die nur noch in Bruchstücken erhalten sind – so dienten die Pöhlder Annalen in den 1870er Jahren etwa dem Historiker Paul Scheffer-Boichorst bei der Wiederherstellung der Paderborner Annalen.
Ein weiterer Schluss, der sich aus dem Inhalt ziehen lässt, ist, dass die Einträge nicht zeitnah, sondern in großen Abständen vorgenommen wurden. So wird die Eroberung der Stadt Crema durch Friedrich I. Barbarossa zum Jahre 1159 angegeben, obwohl sie erst 1160 stattfand, der Tod des Gegenpapstes Viktor IV. wird zu 1165 erwähnt, obwohl er 1164 verstarb.

## Bedeutung
Die Pöhlder Annalen sind eine wichtige Quelle für die (nieder-)sächsische Geschichte des 12. Jahrhunderts, wobei die sehr genauen Angaben über Heinrich den Löwen besonderes Augenmerk verdienen. Ebenfalls von großer Bedeutung sind die Kaisersagen, die hier erfasst sind. So finden sich die Sage von den Treuen Weibern zu Weinsberg und die Legende der Keuschen Ehe Kaiser Heinrichs II. und seiner Frau Kunigunde in den Annalen. Auch der Beiname König Heinrichs I., „der Vogler“, wird hier erstmals erwähnt.

## Handschriften
- Die Originalhandschrift befindet sich in Oxford, Bodleian Library, Signatur Laud. Misc. 633, Saec. XVII. Sie wurde erst 1877 von Georg Waitz entdeckt.[1] Vorher war sie in Cambridge vermutet worden, wo sie aber nicht gefunden wurde.
- Eine Abschrift befindet sich in Göttingen, Universitätsbibliothek, Saec. XVII. Diese ist relativ exakt und war bereits vorher bekannt.

## Editionen
Lateinische Abschrift
- Georg Heinrich Pertz u. a. (Hrsg.): Scriptores (in Folio) 16: Annales aevi Suevici. Hannover 1859, S. 48–96 (Monumenta Germaniae Historica, Digitalisat) nach der Abschrift in Göttingen

Deutsche Übersetzung
- Eduard Winkelmann, Wilhelm Wattenbach: Die Jahrbücher von Pöhlde. Nach der Ausgabe der Monumenta Germaniae. Reval 1863, 3. unveränderte Auflage, Alfred Lorentz, Leipzig 1941 (= Die Geschichtschreiber der deutschen Vorzeit, Band 61), Digitalisat auf us.archive.org, abgerufen am 8. Mai 2021